# Barton Jahncke
Barton Williams Benedict Jahncke (* 5. August 1939 in New Orleans; † 7. Januar 2024) war ein US-amerikanischer Segler.

## Erfolge
Barton Jahncke, der für den Southern Yacht Club segelte, nahm an den Olympischen Spielen 1968 in Mexiko-Stadt als Crewmitglied in der Bootsklasse Drachen teil. Gemeinsam mit Skipper George Friedrichs und dem weiteren Crewmitglied Gerald Schreck wurde er Olympiasieger vor dem von Aage Birch angeführten dänischen Boot sowie dem Boot aus der DDR mit Skipper Paul Borowski. In sieben Wettfahrten gelangen ihnen gleich vier Siege und zwei zweite Plätze, weshalb sie die Regatta bei einem Streichergebnis, dem sechsten Platz in der zweiten Wettfahrt, mit lediglich sechs Gesamtpunkten auf dem ersten Rang beendeten. Im Vorjahr hatten Jahncke, Friedrichs und Schreck bereits die Weltmeisterschaften in Toronto gewonnen. Zudem wurden sie von 1965 bis 1967 nordamerikanischer Meister.
Jahncke war Absolvent der Tulane University. Bei der Lykes Bros. Steamship Co. stieg er 1974 zum Vizepräsidenten auf.